# دریاکوه

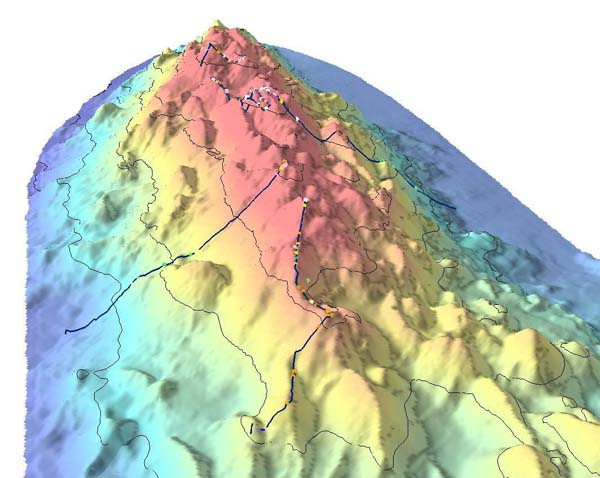
تصویری از دریاکوه

دریاکوه کوه‌هایی برخاسته از کف اقیانوسها هستند که نوکِ آنها از سطح آب بیرون نزده و تشکیل جزیره نداده‌اند. دریاکوه‌ها معمولاً به وسیله آتشفشانهای منقرض شده تشکیل می‌شوند و از کف دریا تا ۱۰۰۰–۴۰۰۰ متر بلندا می‌گیرند. قله‌ها اغلب صدها تا هزاران متر زیر سطح آب دریا هستند و معمولاً در درون دریاهای عمیق تشکیل می‌شوند.